# Bulharsko na Letních olympijských hrách 1952
Bulharsko na Letních olympijských hrách 1952 ve finských Helsinkách reprezentovalo 63 sportovců, z toho 54 mužů a 9 žen. Nejmladší účastnicí byla Ivanka Dolževa (16 let, 317 dní), nejstarším účastníkem pak Christo Šopov (40 let, 196 dní). Bulharští reprezentanti vybojovali 1 bronzovou medailí.

## Medailisté
| Medaile | Jméno         | Sport | Disciplína        |
| ------- | ------------- | ----- | ----------------- |
| Bronz   | Boris Nikolov | Box   | muži váha střední |